# ديزو مولنار
ديزو مولنار (بالمجرية: Molnár Dezső)‏ (مواليد 12 ديسمبر 1939) هو لاعب كرة قدم. يلعب مع منتخب المجر لكرة القدم. سبق له أن لعب في كأس العالم لكرة القدم مع منتخب بلاده.

## روابط خارجية
- ديزو مولنار على موقع الاتحاد الدولي (مؤرشف)  (الإنجليزية)
- ديزو مولنار على موقع الاتحاد الأوربي (الإنجليزية)
- ديزو مولنار على موقع قاعدة بيانات كرة القدم.إي يو (الإنجليزية)
- ديزو مولنار على موقع ناشيونال فوتبول تيمز (الإنجليزية)